# U–206
A VIIC típusú  U–206 tengeralattjárót a német haditengerészet rendelte a kieli F. Krupp Germaniawerft AG-tól 1939. október 16-án. A hajót 1941. május 17-én állították szolgálatba. Három harci küldetése volt, amelynek során három hajót megsemmisített.

## Pályafutása

### Első őrjárat
Az U–206 első őrjáratára 1941. augusztus 5-én futott ki Trondheimből, kapitánya Herbert Opitz volt. Augusztus 9-én, Izlandtól 150 kilométerre délkeletre megtorpedózta az Ocean Victor nevű halászhajót. A mindössze 202 tonnás gőzös a heves robbanás után azonnal elsüllyedt, magával rántva a teljes legénységet, 13 tengerészt. A tengeren töltött 37 nap alatt részt vett a Grönland, a Kurfürst 2. és a Seewolf farkasfalkában. A búvárhajó augusztus 26-án kimentette egy lelőtt brit repülőgép hatfős legénységét.

### Második őrjárat
A tengeralattjáró 1941. szeptember 30-án indult következő harci küldetésére. A Breslau falkában tevékenykedve két hajót torpedózott meg Gibraltár közelében. Október 14-én a tengeralattjáró-elhárítást végző brit korvettet, az HMS Fleur de Lyst torpedózta meg. Az egyik torpedó felrobbantotta a lőszerraktárat; a hajó kettétört, és néhány perc alatt elsüllyedt. A 73 fős legénységből hetvenen meghaltak.
Öt nap múlva az U–206 a Lisszabonból Melillába tartó Baron Kelvint torpedózta meg. A gőzös elsüllyedt, magával rántva 26 tengerészt a 42-ből. A többieket az HMS Duncan brit romboló halászta ki a tengerből.

### Harmadik őrjárat
Az U–206 harmadik, utolsó járőrútja csak két napig tartott. 1941. november 30-án a tengeralattjáró eltűnt, elképzelhető, hogy belefutott a Brit Királyi Légierő által Saint-Nazaire elé telepített, Beech nevű aknamezőbe, és felrobbant. A teljes legénység, 46 ember meghalt.

## Kapitány
| Név           | Kezdőnap        | Zárónap            |
| ------------- | --------------- | ------------------ |
| Herbert Opitz | 1941. május 17. | 1941. november 30. |

## Őrjáratok
| Indulás       | Indulónap            | Érkezés       | Zárónap              |
| ------------- | -------------------- | ------------- | -------------------- |
| Trondheim     | 1941. augusztus 5.   | Saint-Nazaire | 1941. szeptember 10. |
| Saint-Nazaire | 1941. szeptember 30. | Saint-Nazaire | 1941. október 28.    |
| Saint-Nazaire | 1941. november 29.   | *             | 1941. november 30,   |

* A hajó nem érte el úti célját, elsüllyedt

## Elsüllyesztett hajók
| Nap                | Hajó              | Nemzetisége        | Vízkiszorítása | Konvoj |
| ------------------ | ----------------- | ------------------ | -------------- | ------ |
| 1941. augusztus 9. | Ocean Victor      | Egyesült Királyság | 202 brt        |        |
| 1941. október 14.  | HMS Fleur de Lys* | Egyesült Királyság | 925 brt        | OG–75  |
| 1941. október 19.  | Baron Kelvin      | Egyesült Királyság | 3081 brt       |        |

* Hadihajó